# Orange Julius
Orange Julius ist eine US-amerikanische Kette, die Getränke verkauft. Das Getränk besteht aus Eis, Orangensaft, Süßstoff, Milch, Eiweißpulver und Vanillegeschmack. Es ähnelt somit einem Morir Soñando oder einem Orangen-Creamsicle. Die Kette ist in Kanada und in den USA tätig.

## Geschichte
Julius Freed eröffnete 1926 einen Orangensaftstand in Los Angeles, Kalifornien. 1929 entwickelte Bill Hamlin, ein Immobilienmakler und Freund von Freed, ein Getränk, in dem der saure Orangensaft magenfreundlicher ist. Freed begann das Getränk, welches eine schaumig-cremige Konsistenz aufwies, anzubieten. Daraufhin verfünffachte sich der Umsatz.
Während der 1950er und 1960er Jahre wurde Orange Julius an einer Vielzahl von Verkaufsständen angeboten.
Orange Julius war das offizielle Getränk der New Yorker Weltausstellung 1964.
1987 wurde Orange Julius von Dairy Queen übernommen.
Seit 2012 bietet Dairy Queen die Orange Julius auch in den eigenen Restaurants an.